# Hanna Pegelow
Hanna Gustafva Pegelow, född 17 juli 1872 i Östra Sönnarslöv, Kristianstads län, död 30 maj 1944, var en svensk kompositör, organist och musiklärare. Hon fick 1932 medaljen Litteris et Artibus.

## Biografi
Hanna Gustafva Pegelow föddes 17 juli 1872 på Maltesholms kvarn i Östra Sönnarslöv, Kristianstads län. Hon var dotter till skogsförvaltaren Friedrich Wilhelm Christian Pegelow och Johanna Christin Thun. 1892 avled hennes pappa. Pegelow flyttade 1893 tillsammans med sin mamma till Ekås 1 i Höör. Hon tog 1894 organistexamen och 1896 kyrkosångareexamen och musiklärarexamen. Pegelow flyttade 1896 till Malmö. År 1908 bosatte hon sig i Hedvig Eleonora församling, Stockholm. 1934 flyttade hon tillbaka till Malmö och arbetade där som musikdirektör. Hon avled 1944.
Hanna Pegelow fick 1932 medaljen Litteris et Artibus.

## Musikverk
- Dur och moll. 134 trestämmiga och fyrstämmiga sånger för kvinnliga seminarier och därmed jämförliga läroverk. Arrangerade och samlade. Utgiven 1915 på Norstedt & Söner, Stockholm.[24] Gavs även ut tredje gången 1928 i en tillökad upplaga.[13]

- Röst och språk. Utgiven 1932 i Stockholm.[13]

- Handledning i röstvård jämte kortfattade metodiska anvisningar för den första sångundervisningen. Utgiven 1942 i Lund.[25]

- Små visor för den första sångundervisningen i skola och hem. Utgiven 1943 i Lund.[25]

1. Vinter drag bort
2. Majvisa
3. Göken ropar
4. Morgonsång
5. Lammen
6. Morfars lilla solsken
7. Ett litet fattigt barn jag är
8. Vaktparaden
9. Julsång
10. När vi sitta i vår bänk
11. Som en pil kom en fågel
12. Önskan
13. Vore en fågel jag
14. Mickel räv
15. Vandringsvisa
16. Lilla fänta
17. En vårlåt
18. Ängsblommornas visa
19. Vårvisa
20. En sommarpsalm
21. Du gamla du fria
22. Hararna i kållandet

### Sång och piano
- Fem sånger. Utgiven på Det Nordiske Forlag, Köpenhamn.[24]

1. Det våras
2. Et haab
3. Visa
4. Pigetanker
5. Visa

- Fyra sånger. Utgiven mellan 1911 och 1915 på Wibergska Musikförlaget, Stockholm.[24]

1. Viskande vind i linden
2. O, visste han blott!
3. När du kommer...
4. En höstvisa "Runt om mig en höstkvälls tystnad står"